# Mr. Bad Guy
Mr. Bad Guy je sólové album zpěváka Freddieho Mercuryho ze skupiny Queen. Vydáno bylo v dubnu roku 1985 společností Columbia Records a jeho producentem byl spolu s Mercurym Reinhold Mack. Písně „I Was Born to Love You“ a Made in Heaven byly později přepracovány přeživšími členy Queen a vydány na desce Made in Heaven (1995).

## Seznam skladeb
Autorem všech skladeb je Freddie Mercury.
| Pořadí | Název                                | Délka |
| ------ | ------------------------------------ | ----- |
| 1.     | Let's Turn It On                     | 3:42  |
| 2.     | Made in Heaven                       | 4:05  |
| 3.     | I Was Born to Love You               | 3:38  |
| 4.     | Foolin' Around                       | 3:29  |
| 5.     | Your Kind of Lover                   | 3:32  |
| 6.     | Mr. Bad Guy                          | 4:09  |
| 7.     | Man Made Paradise                    | 4:08  |
| 8.     | There Must Be More to Life Than This | 3:00  |
| 9.     | Living on My Own                     | 3:23  |
| 10.    | My Love Is Dangerous                 | 3:42  |
| 11.    | Love Me Like There's No Tomorrow     | 3:46  |

## Obsazení
- Freddie Mercury – zpěv, klavír, syntezátor
- Fred Mandel – klavír, syntezátor, kytara
- Paul Vincent – kytara
- Curt Cress – bicí
- Stephan Wissnet – baskytara
- Jo Burt – bezpražcová baskytara
- Rainer Pietsch – aranžmá
- Reinhold Mack a Stephan Wissnet – programování bicích, Fairlight CMI